# Tyketto
Tyketto es una banda de hard rock proveniente de Nueva York, Estados Unidos. La banda se formó en 1987 por el vocalista de Waysted Danny Vaughn; Brooke St. James (guitarra), Jimi Kennedy (Bajo), y Michael Clayton (batería) completaron la alineación.
Permanecieron activos entre 1990 y 1996, grabando cuatro discos en dicha época, antes de su primera separación. Danny Vaughn, vocalista original, fue reemplazado por Steve Augeri en 1995. En 2004 retornaron a la escena con sus músicos originales mediante un concierto de reunión, lo que ocurriría nuevamente en 2007 y 2008. 
Tras la gira europea que siguió al lanzamiento de Dig in Deep en 2012 supone la despedida del guitarrista original Brooke St James, alegando que la vida de las giras ya no le atraían. La búsqueda de un reemplazo adecuado para Brooke St James pronto encontró el ajuste perfecto en el guitarrista de origen británico Chris Green, de la formación Rubicon Cross. Green se unió al teclista Ged Rylands para completar Tyketto en 2014. 
La banda lanza el álbum Reach en octubre de 2016. Se incorpora el bajista Chris Childs, histórico bajista de la Thunder (banda), sustituyendo a Jimi Kennedy. Este nuevo álbum recibe excelentes críticas, y culmina en la reaparición de Tyketto en USA y un tour europeo (The Reach Tour) en 2017, que los lleva a varios países incluidos España. 
Es también en 2017, y como conmemoración de los 25 años del lanzamiento de su primer disco Don't Come Easy, cuando Tyketto edita su primer directo en DVD, Live In Milan, donde tocan en orden inverso todas las canciones del primer álbum (terminando por lo tanto con su tema más aclamado Forever Young), para terminar con Rescue Me (del álbum Strength In Numbers) y dos temas del último álbum Reach. 

## Músicos Actuales
- Danny Vaughn - Voz (1987-1995, 2004, 2007, 2008-presente)
- Michael Clayton (Arbeeny) - Batería (1987-1996, 2004, 2007, 2008-presente)
- Chris Green - Guitarra (2014-presente)
- Chris Childs - Bajo (2015-presente)
- Ged Rylands - Teclados (2012–presente)

## Músicos Anteriores
- Brooke St. James - Guitarra (1987-1996, 2004, 2007, 2011-2014)
- Jimi Kennedy - Bajo (1987-1991, 2004, 2007, 2008-2014)
- Steve Augeri - Voz (1995-1996)
- P.J. Zitarosa - Guitarra (2008-2011)
- Jamie Scott - Bajo (1991-1996)
- Bobby Lynch - Teclados (2011-2012)

## Discografía
- Don't Come Easy (1991)
- Strength in Numbers (1994)
- Shine (1995)
- Take Out & Served Up Live (1996)
- The Last Sunset - Farewell 2007 (2007)
- Dig In Deep (2012)
- Reach (2016)